# Budeşti
Budești (Romani: Budeshti) er en lille provinsby i distriktet Călărași i Muntenien, Rumænien. Byen administrerer tre landsbyer: Aprozi, Buciumeni og Gruiu. Den blev officielt en by i 1989, som et resultat af Rumæniens landdistriktsreform.
Byen har 7.126 (2021) indbyggere.

## Geografi
Byen ligger i det sydvestlige hjørne af Bărăgan-sletten, hvor floden Dâmbovița løber ud i Argeș.
Budești ligger i den vestlige del af Călărași-distriktet, på grænsen til distriktet Giurgiu. Den ligger i en afstand af 30 km sydøst for Bukarest, landets hovedstad, og 77 km vest for Călăraşi, distriktets hovedsæde.